# Р. Ф. Куанг
Р. Ф. Куанг (на английски: R. F. Kuang) е американска писателка на произведения в жанра научна фантастика, фентъзи, исторически роман и трилър.

## Биография и творчество
Ребека Ф. Куанг е родена на 29 май 1996 г. в Гуанджоу, Китай. Баща ѝ е израснал в Лейян, в провинция Хунан, а майка ѝ е израснала в провинция Хайнан. Нейният дядо по майчина линия се бие за Чан Кайшъ. Семейството на баща ѝ преживява японската окупация на Хунан. Когато Куанг е четиригодишна семейството ѝ имигрира в САЩ. Израства в Далас, Тексас, където завършва гимназия през 2013 г. Получава бакалавърска степен по азиатска история в Джорджтаунския университет. Докато е в колежа, на 19 години, започва да пише „Войната на маковете“ по време на празнична година в Китай, където работи като треньор по дебатиране. През 2016 г. завършва семинара за писане „Одисей“ и през 2017 г. посещава семинара за писане на романи на CSSF. През юни 2018 г. завършва Школата за външна служба на Джорджтаунския университет и прекарва лятото след дипломирането си като треньор на дебатен лагер в Колорадо. През 2019 г. със стипендия „Маршъл“ завършва Магдален Колидж на Кеймбриджкия университет с магистърска степен по китаистика. Следващата академична година следва в Оксфордския университет и получава магистърска степен по съвременна китаистика. През 2020 г. се завръща в САЩ и защитава докторска степен по източноазиатски езици и литератури в Йейлския университет.
Дебютният ѝ роман „Войната на маковете“ от едноименната поредица е издаден през 2018 г. Главната героиня Рин е сираче от Провинцията на Петела и единствено помага на настойниците си в незаконната им дейност. Но съдбата се обръща и тя е приета Синегард – най-доброто военно училище в Никан. Макар там да става обект на подигравки заради цвета на кожата, пола и произхода си, тя осъзнава, че притежава необикновена сила овладяването на контрола ѝ е много важно за народа на Никан и спасяването му от Войната на маковете (препратка към Опиумните войни) срещу напредналата във военно отношение Федерация. Романът печели наградата „Крауфорд“ за дебют. Китайското ѝ военно фентъзи става бестселър и заедно с втория роман „Републиката на дракона“ са включени в списъка на 100-те най-добри фантастични книги на всички времена на списание „Тайм“. Поредицата е приета за екранизация в телевизионен сериал от Starlight Media, американски филмов филиал на базираната в Китай Starlight Culture Entertainment Group.
През 2022 г. е издаден романът ѝ „Вавилон: Тайна история“. Останал сирак след епидемия от холера в Кантон, Робин Суифт е доведен в Лондон през 1828 г. от професор Ловел, за да изучава латински, старогръцки и китайски, и да следва в престижния Кралски преводачески институт на Оксфордския университет, наричан още „Вавилон“. Там, освен изкуството на превода, се изучава и магията на Среброделието – използването на омагьосани сребърни кюлчета като енергиен източник за могъществото на Британската империя. Като китайско момче, отгледано във Великобритания, Робин осъзнава, че да служи на „Вавилон“, означава да предаде своята родина, а с напредване на следването си се озовава в центъра на борбата между „Вавилон“ и тайнственото Херметично общество – революционна организация срещу експанзията на Империята.

## Произведения

### Самостоятелни романи
- Babel (2022) – награда „Небюла“, награда „Локус“[1][2][4]
Вавилон: Тайна история, изд.: Orange Books, София (2023), прев. Богдан Русев
- Yellowface (2023)

### Поредица „Войната на маковете“ (Poppy War)
1. The Poppy War (2018)[1][2]
Войната на маковете, изд.: Orange Books, София (2019), прев. Ангел Ангелов
2. The Dragon Republic (2019) – награда „Крауфорд“, награда „Комптън Крук“
Републиката на дракона, изд.: Orange Books, София (2020), прев. Ангел Ангелов
3. The Burning God (2020)
Изгарящият бог, изд.: Orange Books, София (2021), прев. Ангел Ангелов

### Разкази
- Against All Odds (2020)
- The Nine Curves River (2020)

### Екранизации
- 2023 Yellowface – видео